# Panzerjäger 12,8 Selbstfahrlafette
A Panzerjäger 12,8cm Selbstfahrlafette (vagy Stubborn/Sturer Emil) az önjáró páncéltörő lövegek kategóriájába tartozik. Összesen két prototípusa készült el, amelyeket Max és Moritz névre kereszteltek, egy akkoriban népszerű képregény figurái után. Mindkettőt a keleti frontra vezényelték, Max még 1942-ben, Oroszországban eltűnt, Moritz 1943 januárjáig a 2. páncéloshadosztály állományába tartozott. Sztálingrádnál épségben fogságba esett, eddigre 22 győzelmi gyűrűt festettek a lövegcsőre. Ma a kubinkai harckocsimúzeumban látható. 
Tervezési sorozatszáma VK 30.01(H).

## Története
A Dicker Max bevált, de még problémákkal küzdő konstrukcióját 1941-ben kezdték áttervezni, továbbfejlesztették egy még hatékonyabb löveggel, amely eredetileg a Tigris harckocsié lett volna. A végleges L/61 űrmérethosszú PaK 40 12,8 cm-es lövege a FlaK 40 légvédelmi ágyú átalakított változata, amely éppen 1941-től állt rendszerbe. Ugyanezt a löveget kapta később a Jagdtiger is, bár kicsit másképp átalakítva (12,8 cm Kampfwagenkanone 44). Ennek teljesítménye 2000 méteren 148 mm, 1000 méteren 167 mm és 500 méteren 178 mm-es páncéllemez megsemmisítése volt 30°-os becsapódás esetén. A fegyver tömege önmagában 7 tonna volt.
A Dickermaxtól a felépítmény elhelyezésében is különbséget mutat: a 12,8 cm-es löveghez egészen hátra kellett tenni a küzdőteret. A löveg súlypontját a jármű súlypontja fölé, vagy annak közelébe kellett helyezni, különben orrnehézzé válik, ráadásul bólintásnál a lövegcső a földbe fúródhatott volna. Az alváz alapjában a Panzerkampfwagen IV-es harckocsi alváza, de átalakításai megegyeznek a Tigris harckocsi tervezéséhez készített VK 30.01 (H) nehézharckocsi-prototípussal. Meghosszabbították: a lánchajtó-kerék és a visszafordító-fogaskerék is jóval nagyobb távolságra van a legközelebbi futógörgőhöz képest, mint az a Pz IV futóművén látható. Ez is a hosszú löveg elhelyezését és a súlypont helyes kialakítását célozta.
Az ötfős személyzet a harckocsikhoz hasonlóan a járműparancsnok, a lövegkezelő/tüzér, a töltőkezelő, a járművezető és a rádiós volt.
A járműtípus rövid életének oka, hogy a nyitott küzdőterű, a harckocsikhoz képest viszonylag gyengén páncélozott páncélvadászok ideje éppen 1942-ben véglegesen lejárt. A németek elveszítették légi fölényüket – legalábbis a vadászgépek tekintetében –, ezért az ellenséges bombázók és vadászok akadály nélkül támadhatták a felülről védtelen legénységet. A Pz IV harckocsi alvázára épített következő páncélvadász-generáció mutatja a váltást: a Jagdpanzer (Panzerjäger) IV már teljesen zárt felépítményű és mindenhol erősebb páncélzatú, melynek kompromisszumaként már kizárólag csak 7,5 cm-es löveggel szerelhették fel. A nyitott küzdőterű páncélvadászok közül egyedül a Nashorn vált be igazán, amelyet a Stubborn Emil testvértípusa, a Dicker Max alapján terveztek a Pz IV-es alvázra és 8,8 cm-es löveggel. A Stubborn Emil sorozatgyártását nem kezdték meg, a harci tapasztalatok alapján nem is tervezték rendszerbe állítását.

## Egyéb adatok
- gyártó: Henschel/Rheinmetall
- lőszerjavadalmazás: 18 darab 12,8 cm-es lőszer
- teljes hossz: 9,7 méter (löveggel együtt)
- üzemanyagtartály: 450 liter
- gyártott darabszám: 2, Max és Moritz
- frontpáncélzat: 50 mm
- oldal- és hátsó páncélzat: 30 mm
- alsó páncélzat: 15 mm

## Galéria

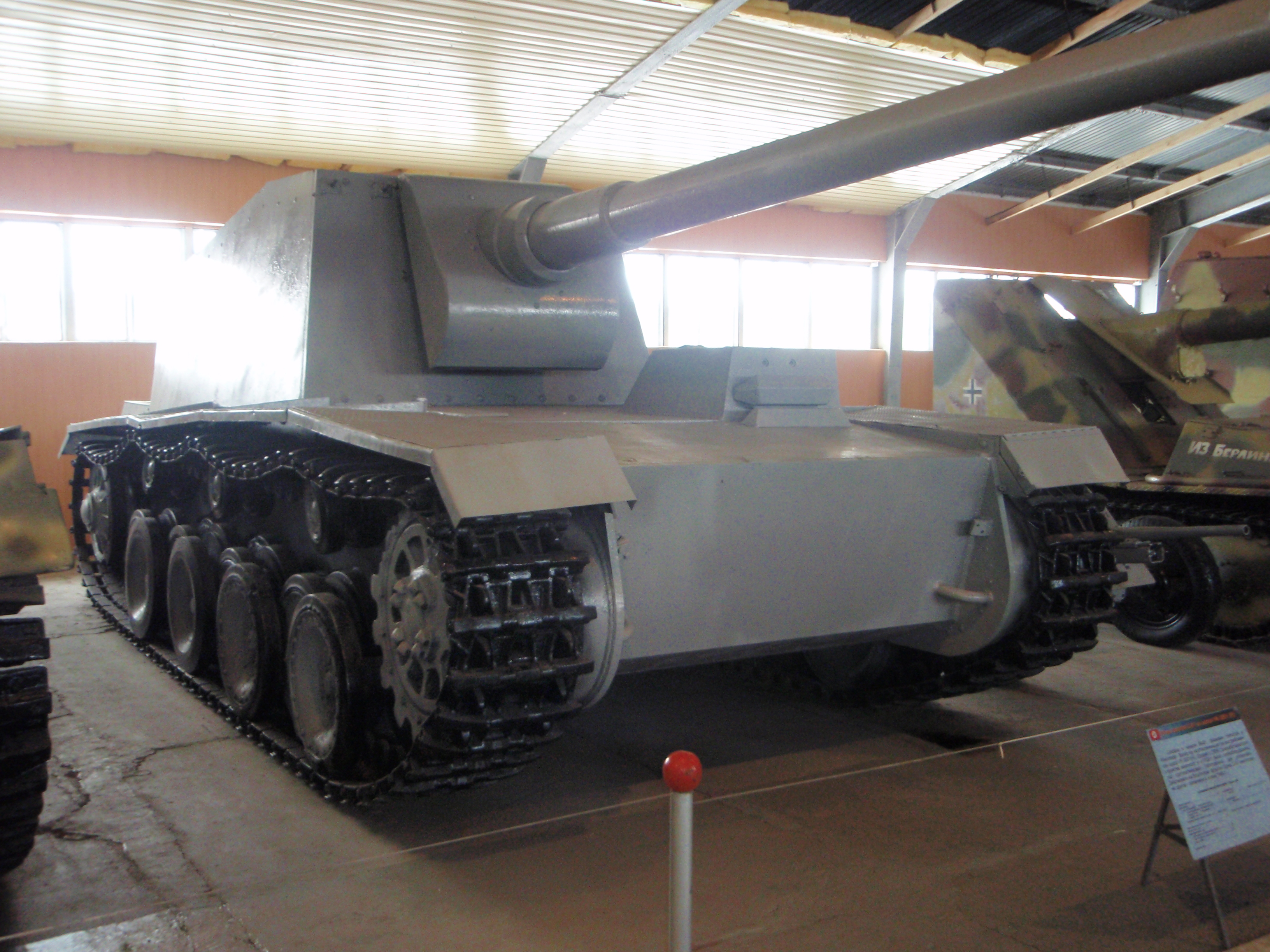
A Moritz nevű „Sturer/Stubborn Emil” a kubinkai harckocsimúzeumban
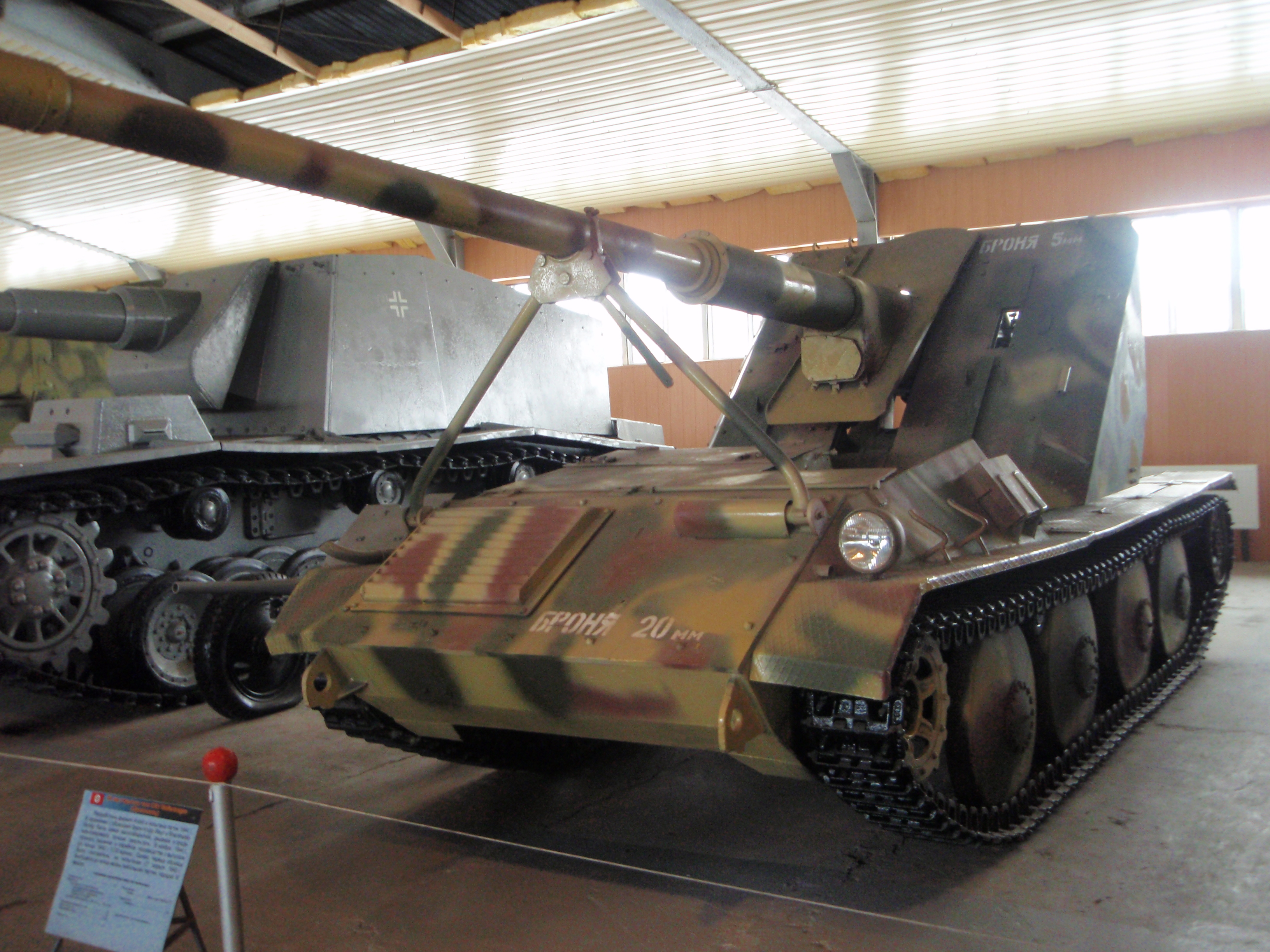
Moritz oldala. Előtérben egy Waffenträger a Pak 43-as lövegével